# Ванеса Амороси
Ванеса Џој Амороси (Мелбурн, 8. август 1981) аустралијска је певачица и текстописац. Позната је по свом вокалном опсегу и способности да пкрива различите музичке жандрове укључујући поп, рок, блуз, џез и госпел. Њени албуми и остала музичка издања продати су преко 2 милиона примерака широм света.
Славу је стекла 1999. године након објављивања сингла Have a Look, коме је додељен златни сертификат од стране Аустралијског удружења музичке индустрије. Међународни успех постигла је објављивањем дебитантског албума The Power, наступала је на церемонији отварања Олимпијских игара 2000. године, као и на церемонији затварања у Сиднеју. Након објављивања другог студијског албума Change 2002. године и паузе у каријеру, Ванеса је објавила трећи студијски албум Somewhere in the Real World 2008. године. Након тога објавила је албуме Hazardous (2009) и Back to Love (2019), као и два компилацијска албума.

## Биографија
Рођена је 8. августа 1981. године у Мелбурну у католичкој породици италијанског порекла. Њени родитељи Френк и Џој Амороси, такође су се бавили музиком. Када је Ванеса имала четири године, заједно са сестрама Мелисом и Наташом похађала је часове џеза и класичног балета, које је водио њихов ујак. Ванеса је завршила основну школу и средњу школу Емералд. Када је имала дванаест година почела је да наступа у тржним центрима и на концертима месних заједница под надзором своје поридице. Године 1997. године потписала је уговор са издавачком кућом MarJac Productions и снимила песму Get Here".
Године 2009. Ванеса се преселила у Лос Анђелес где трнутно живи. У октобру 2017. године удала се за Рода Базбија, са којим има сина Килијана.

## Каријера

### 1992—2002: Почетак професионалне каријере и објављивање првог албума
Године 1999. Ванеса је објавила дебитантски сингл под називом Have a Look, који се нашао међу двадесет најбољих песама у Аустралији и освојио златни сертификат од стране Аустралијског удружења музичке индустрије. Након тога објавила је песму Absolutely Everybody, која се нашла међу десет најбољих песама у Аустралији и додељен јој је двоструки платинумски сертификат од стране Аустралијског удружења музичке индустрије. Песма је остала преко шест месеци након објављивања на листи ARIA Top 50 Singles. Сингл Absolutely Everybody постигао је велики успех на међународном нивоу, а био је међу десет најслушанијих хитова у многим европским земљама, укључујући Велику Британију и Немачку, где му су му додељени златни сертификати. Ванеса је наступала на многим великим догађајима као што је финале НРЛ рагби лиге, на отварању Мото Гранд Прикса и на многим другим.
Након успеха синглова, Ванеса је 2000. године објавила још два, Shine и двоструки сингл The Power"/"Every Time I Close My Eyes, а оба су били хитови у Аустралији и награђени су златним сертификатом. У Европи, песма Every Time I Close My Eyes објављен је као четврти сингл њеног првог студијског албума The Power и постала њена најуспешнија песма у Немачкој. Први студијски албум под називом The Power, објављен је 3. априла 2000. године и био је први на аустралијским музичким листама. Године 2000. наступила је на церемонији отварања и затварања Летњих олимпијских игри 2000. године и на Параолимпијским играма. На церемонији отварања Олимпијских игри певала је песму под називом Heroes Live Forever. Године 2001. освојила је награду АПРА аустралијског радија Шајн и добила међународно признање у Немачкој, на ВИВА додели награда 2001. године. Касније је наступала и на отварању и затварању међународног спортског такмичења Игре добре воље у Бризбејну, 2001. године.
У октобру 2001. године, Ванеса је објавила Turn to Me, компилацијски албум са новим песама и неким старим, са албума The Power, а неке од њих раније нису биле званично објављене у Аустралији. Компилацијски албум такое садржи студијску верзију песме Heroes Live Forever. Turn to Me објављен је само у Аустралији и нашао се на међу тридесет најбољих албума у држави. У августу 2002. године, Ванеса је отпутовала у Манчестер, где је била једна од певачица на Играма Комонвелта, извела је сингл Shine и своју нову песму I'll Always Be a Melbourne Girl.

### 2002—2009
Дана 18. новембра 2002. године, Ванеса је објавил други студијски албум под називом Change. Албум је објављен у Немачкој, а пре тога уследио је сингл One Thing Leads 2 Another", који се нашао на шездесет и седмој позицији листе German Singles Chart Албум Change се нашао на шездесет и четвртом месту музичке листе German Top 100. У фебруару 2003. године Ванеса је први пут извела блуз перфоманс на Међународном фестивалу блуза у Мелбурну, а након тога отпутовала у Немачку, где је представила сингл True To Yourself са албума Change. Сингл је објављен 24. фебруара 2003. године и нашао се на деведесет и деветом месту музичке листе у Немачкој.
Други компилацијски албум Ванесе под називом  објављен је 2005. године у Јужној Африци и 2006. године у Аустралији и Великој Британији.
Дана 25. јануара 2006. године објављено је да је Ванеса потписала уговор са Ралфом Каром, након што је раскинула уговор са компанијом MarJac Productions, након седам година.
Албум Somewhere in the Real World објављен је 24. маја 2008. године за Јуниверсал мјузик. Са албума се су се истакле песме Perfect, Start It, а албуму је додељен златни сертификат у Аустралији. Албумски сингл Kiss Your Mama! објављен је 3. августа на радио станицама и 8. септембра 2007. године на интернету. У специјалном издању Аустралијског идола, Ванеса је отпевала песму Kiss Your Mama!, након чега се она поново нашла на музичким листама у Аустралији. Други сингл са албума Somewhere in the Real World под називом  објављен је за дигитални преузимање 5. априла, а на компакт диск издању 26. априла 2008. године. Perfect је била најслушанија аустралијска песма на радио станицама у Аустралији, током 2008 . године. Трећи албумски сингл, The Simple Things (Something Emotional) објављен је 20. септембра 2008. године. За песму је снимљен и видео спот и нашла се међу четрдесет најслушанијих песама у Аустралији.

### 2009—данас
Четврти студијски албум Ванесе, под називом Hazardous  објављен је 6. новембра 2009. године и био је трећи на ARIA Top 10 album листи. Дебитовао је на седмом месту и додељен му је платинумски сертификат од стране Аустралијског удружења музичке индустрије. На албуму су се нашли синглови This Is Who I Am, Hazardous и Mr. Mysterious. Албум је у Немачкој објављен почетком јуна 2010. године. Дана 28. августа 2009. године на аустралијским радио станицама пуштена је нова песма Ванесе, под називом This Is Who I Am. Јуниверзал мјузик је 31. августа 2009. године објавила саопштење да Вавенса снима нови сингл за њихову компанију, са детаљима о синглу и новом албуму. Трећи албумски сингл под називом  објављен је 4. марта 2010. године, а четврти сингл -{Holiday} - 13. августа 2010. године.
У октобру 2010. године Ванеса је објавила да ради на новом студијском албуму. Први сингл под називом  објављен је 1. јула 2011. године и био је први на радијским листама у Аустралији, али није доспео на ARIA Top 100 Singles листу. Други сингл под називом  објављен је 9. септембра 2011. године и био је на осамдесет и трећем месту ARIA Singles листе.
Током 2012. године, Ванеса је имала неколико свирки са музичарем Дејвом Стјуартом, а након тога појавила се као вокалисткиња на његовом албуму Lucky Numbers из 2013. године. У интервјуу за аустралијску компанију АПН, Ванеса је истакла да ради на госпел албуму, који ће бити потпуно другачији од осталих. Током 2017. гостовала је на песми Something 'Bout You певача Џона Стивенса, а песма се нашла на његовом албуму Starlight.
Ванеса је свој пети студијски албум снимила у октобру 2016. године у Мемфису, са Дејвом Стрјуартом као продуцентом. Била је у Лос Анђелесу 11. марта 2017. године како би се фотографисала за омот албума и вратила у Холивуд где се вршила постпродукција албума. Током јануара 2019. године објављена је листа свих који су учествовали у стварању Ванесиног новог албума. У априлу 2019. године објављен је водећи сингл са Ванесиног петог студијског албума под називом Heavy Lies the Head, а 6. септембра исте године сингл Hello Me. Албум Back to Love најављен је да ће изаћи крајем 2019. године.